# Kako se izvući s ubojstvom
Kako se izvući s ubojstvom (izvorno (eng.) How to Get Away with Murder) je američka televizijska dramska-triler serija koja se emitirala na ABC-u od 2014. do 2020. 

## Radnja
Serija prati odvjetnicu Annalise Keating (Viola Davis) koja radi na fakultetu u Philadelphiji gdje predaje kazneno pravo, njeno dvoje suradnnika Bonnie Winterbottom i Franka Delfina te petero njenih studenata, izabranih u prvoj sezoni, koje uzima u svoj tim, koji postaje poznat kao Keatingova petorka, odnosno četvorka, koji s njom radi na stvarnim pravnim slučajevima. Paralelno pratimo i radnju u bliskoj budućnosti koja se prvoj polovici sezona iskazuje u flashforwardima koji se u kasnije objedine u jednoj epizodi. Serija je postala prepoznatljiva po korištenju narativne tehnike flashforwarda koji obično prikazuju misterij oko smrti nekog od likova.

## Narativne tehnike i konstrukcija sezona
Serija je poznata po korištenju flashforwarda, narativne tehnike koja na kratko radnju prebacuje u budućnost. Tijekom prvih 8 epizoda, od njih 15 svake sezone, svaka epizoda ima flashforwarde koji se objedinjuju u 9. epizodi. Flashforwardi obično nagovještaju na nečiju smrt ili nejasnu rizičnu situaciju koja se razriješava u 9. epizodi. Ostalih 6 epizoda najčešće uključuje flashbackove koji polako razriješavaju zločin sa samog početka sezone ili onaj iz 9. epizode.
Serija je također jako poznata i po plot twistovima od kojih se oni najveći događaju u 9. i 15. epizodi.
Originalno je serija trebala imati 22 epizode po sezoni, no Viola Davis je rekla da prihvaća maksimalno 15 epizoda.

## Likovi
POZOR: Većina opisa likova se odnosi na prve dvije ili tri sezone! 
Annalise Keating (Viola Davis) je glavni lik serije, odvjetnica kriminalnog prava koja prava i profesorica istog na fakultetu Middelton u Philadelphiji. 
Bonnie Winterbottom je odvjetnica koja radi kao Annaliseina desna ruka.
Frank Delfino je Annalisein neslužbeni privatni detektiv.
Wes Gibbins je student prava kojeg Annalise izabire u svoj tim te mu pridodaje najviše pažnje i brige.
Laurel Castillo je studentica prava koju Annalise izabire u svoj tim.
Connor Walsh je samopouzdani student prava koji se ne srami svoje homoseksualnosti. Annalise ga izabire u svoj tim.
Michaela Pratt je ambiciozna i marljiva studentica prava koju Annalise izabire u svoj tim. 
Asher Millstone je ponekad nezreli student prava kojeg Annalise izabire u svoj tim.
Nate Lahey je policajac koji je radio na jednom od bivših Annalisinih slučajeva te s njom započinje aferu dok njegova žena ima rak jajnika.
Oliver Hampton je haker i IT stručnjak koji stupa u ljubavnu vezu s Connorom. U prve dvije sezone je sporedni lik, a od treće postaje dio glavne postave.